# Oltremare (zábavní park)
Oltremare je delfinárium a malá zoo ve městě Riccione v Itálii. Je často vyhledávané díky skupině delfínů skákavých, dále se tu nachází např. papoušci, dravci, vodní ptactvo, hospodářská zvířata, akvária nebo terária.